# Norman Case (cầu thủ bóng đá)
Norman Case (1 tháng 9 năm 1925 – 1973) là một cầu thủ bóng đá người Anh thi đấu ở vị trí tiền đạo cho Sunderland.